# Eve (joc)
L'eve f. és un joc popular del País Valencià que es fa posant-se els jugadors els uns davant els altres en dos equips iguals i procurant que la bola empesa amb bastons pels contraris no passi la ratlla que divideix els dos camps. També es practica a Espanya sota el nom de chueca i a les Illes Canàries s'aparenta al joc de la piña.
És semblant al joc de bèlit.

## Descripció
El joc utilitza un bastó curt afilat per les dues puntes (en cast. chueca) i un bastó llarg (en cast. estornija) que s'utilitza per a colpir el primer. També s'usen teles o mandils per a tractar d'atrapar el bastó curt i afilat al vol. El joc consisteix en dos equips participants: l'un tracta de llançar el bastó curt i afilat el més lluny possible de la base i l'altre tracta d'evitar-ho eliminant cadascun dels llançadors per a passar així a la posició de llançadors i poder començar a anotar punts. Els punts són calculats a ull segons la distància a la qual es troba el bastó curt i afilat respecte de la base. Per a efectuar el llançament, tot primer el bastó curt i afilat és a terra; s'han d'executar dos cops: el primer per a elevar-lo partint del sòl i el segon per a agafar-la al vol i així llançar-la el més lluny possible. En cas que el llançament sigui interceptat per una de les teles de l'equip contrari el llançador és eliminat, també són faltes el fet de picar el terra amb el bastó llarg (aquesta acció rep en castellà el nom de rastón), el fet de picar a l'aire amb el bastó llarg sense colpir el bastó curt i afilat (en cast. caladó), que colpeixi el cos d'un jugador o el del rival.